# Butterfly (Smile.dk-Lied)
Butterfly ist eines der bekanntesten Lieder von Smile.dk. Es erschien 1998 auf Smile, dem Debüt-Album der Band. Das Lied wurde von Robert Uhlmann und Robin Rex geschrieben und komponiert.
Butterfly wurde weit über Schweden hinaus bekannt, weil er in der ersten Version von Konamis Musik-Video-Spiel Dance Dance Revolution und Dance Dance Revolution 3rdMix vorkommt. Außerdem enthält der Nachfolger Dance Dance Revolution X als Hommage einen Remix des Songs.
2009 wurde der Song mit Veronica und Malin neu aufgenommen und am 13. März 2009 unter dem Titel Butterfly '09 (United Forces Airplay Edit) veröffentlicht.
Aufgrund der Ähnlichkeit zum J-Pop wird der Song oft fälschlicherweise Ayumi Hamasaki zugerechnet. Die südafrikanische Hip-Hop-Band Die Antwoord ehrte das Lied mit ihrem Song Enter the Ninja, der 2010 erschienen ist.
2017 erschien mit Forever ein Best of-Album inklusive Butterfly in einer Balladen-Version. Veronica Almqvist singt den Titel erstmals allein.

## Offizielle Remixes
| #   | Titel                      | Länge |
| --- | -------------------------- | ----- |
| 1.  | Anaconda Remix             | 4:21  |
| 2.  | China Power Mix            | 1:48  |
| 3.  | Delaction Radio Remix      | 3:40  |
| 4.  | Delaction Mix              | 5:48  |
| 5.  | Extended Mix               | 4:21  |
| 6.  | Hyper-K Mix                | 3:23  |
| 7.  | KCP Kung-Fu Mix            | 1:34  |
| 8.  | Pan-Ace Radio Mix          | 3:00  |
| 9.  | Romance Mix                | 2:56  |
| 10. | S3RL Mix                   | 4:50  |
| 11. | United Forces Airplay Edit | 3:07  |
| 12. | Upswing Mix                | 5:25  |
| 13. | Butterfly 2017             | 3:19  |